# Hyperbathoides
Hyperbathoides es un género de foraminífero bentónico de la subfamilia Ammovolummininae, de la familia Ammovolummidae, de la superfamilia Hippocrepinoidea, del suborden Hippocrepinina y del orden Astrorhizida. Su especie tipo es Hyperbathoides schwalmi. Su rango cronoestratigráfico abarca el Silúrico medio.

## Discusión
Clasificaciones previas incluían Hyperbathoides en la familia Ammodiscidae, de la superfamilia Ammodiscoidea, del suborden Textulariina y del orden Textulariida.

## Clasificación
Hyperbathoides incluye a las siguientes especies:
- Hyperbathoides schwalmi